# Kurvblomst-familien
Kurvblomstfamilien (Asteraceae) er den største blandt karplanterne: den rummer 1620 slægter og 23.600 arter, som er udbredt på alle kontinenter (undtagen Antarktis). Arterne har følgende fællestræk: Bladene er spredte (eller sjældent: modsatte). 
Blomst er regelmæssig eller uregelmæssige, oversædig, en- eller tvekønnet. Kurveblomst hentyder til at flere blomster er samlet i kurve, som er omgivet af et bægeragtigt svøb. 
Bloster består af krone, da bæger mangler og har eventuel fnok i stedet for, dvs. hår-, fjer- eller skælformede vedhæng så nemmere kan fordele frøene fx med vinden.
Kronerne er tunge-, rør- eller tragtformede og bæger mangler eventuel erstattet med fnok.
Typiske har kurveblomstfamilien 5 støvblade som ved bunden er sammenvokset med kronen med støvknapper som er sammenvokset til et rør, så pollenet kan udtømmes og den sammenvoksede griffel kan skubbes det ud.
Frugtanlægget består typisk af to frugtblade som danner et 1- rummet frøanlæg med 1 frøanlæg. Frøanlægget med frø indeholder ofte olie som foreksempel tidselolie uden frøhvide.
Familien omfatter en lang række planter der er velkendte, uhyre almindelige og/eller af stor økonomisk betydning, f.eks. mælkebøtte, kamille, salat, solsikke og tusindfryd.

## Slægter
Her nævnes kun de slægter, som er repræsenteret ved arter, der er vildtvoksende eller dyrkede i Danmark:
- Alant (Inula)
- Ambrosie (Ambrosia)
- Asters (Eurybia)
- Asters (Symphyotrichum)
- Asters (Aster)
- Bakkestjerne (Conyza)
- Bakkestjerne (Erigeron)
- Bakketidsel (Carlina)
- Bellisbusk (Olearia)
- Bittermælk (Picris)
- Bladhovedtidsel (Cirsium)
- Blåkvast (Ageratum)
- Borst (Leontodon)
- Brandbæger (Jacobaea)
- Brandbæger (Pericallis)
- Brandbæger (Senecio)
- Brøndsel (Bidens)
- Burre (Arctium)
- Bynke (Artemisia)
- Chiliotrichum
- Cikorie (Cichorium)
- Cypresurt (Santolina)
- Dagøje (Heliopsis)
- Dahlia
- Dendranthema
- Dimorphotheca
- Edelweiss (Leontopodium)
- Evighedsblomst (Gnaphalium)
- Evighedsblomst (Helichrysum)
- Firkløft (Cotula)
- Fjeldskær (Saussurea)
- Fløjlsblomst (Tagetes)
- Fnokurt (Cineraria)
- Fnokurt (Tephroseris)
- Følfod (Tussilago)
- Gedeskæg (Tragopogon)
- Gemserod (Doronicum)
- Gerbera
- Guldblomme (Arnica)
- Guldtidsel (Scolymus)
- Gyldenris (Solidago)
- Gåseurt (Anthemis)
- Haremad (Lapsana)
- Hestehov (Petasites)
- Hjortetrøst (Eupatorium)
- Høgeskæg (Crepis)
- Høgeurt (Hieracium)
- Høgeurt (Pilosella)
- Kamille (Matricaria)
- Kamille (Tripleurospermum)
- Kapmargerit (Osteospermum)
- Kardon (Cynara)
- Kattefod (Antennaria)
- Knopurt (Centaurea)
- Kokarde (Gaillardia)
- Kongepen (Hypochaeris)
- Korbendikt (Cnicus)
- Korsrod (Baccharis)
- Kortstråle (Galinsoga)
- Kosmos (Cosmos)
- Loppeurt (Pulicaria)
- Margerit (Leucanthemum)
- Morgenfrue (Calendula)
- Museurt (Filago)
- Museurt (Logfia)
- Mælkebøtte (Taraxacum)
- Nøkketunge (Ligularia)
- Okseøje (Glebionis)
- Okseøje (Chrysanthemum)
- Osteospermum
- Pericallis
- Perlekurv (Anaphalis)
- Pragtskær (Liatris)
- Purpursolhat (Echinacea)
- Påfugleblomst (Gazania)
- Rasleblomst (Catananche)
- Rejnfan (Tanacetum)
- Røllike (Achillea)
- Salat (Lactuca)
- Silphium
- Skorzoner (Scorzonera)
- Skovsalat (Mycelis)
- Skær (Serratula)
- Skønhedsøje (Coreopsis)
- Solbrud (Helenium)
- Solhat (rudbeckia) (Rudbeckia)
- Solsikke (Helianthus)
- Sommerasters (Callistephus)
- Sukkerplante (Stevia)
- Svinemælk (Sonchus)
- Svineøje (Arnoseris)
- Tidsel (Carduus)
- Tidselkugle (Echinops)
- Trædepude (Leptinella)
- Turt (Cicerbita)
- Tusindfryd (Bellis)
- Tusindstråle (Buphthalmum)
- Tusindstråle (Telekia)
- Vernonia
- Zinnia
- Æselfoder (Onopordum)